# Chiasmocleis
A Chiasmocleis a kétéltűek (Amphibia) osztályába, valamint a békák (Anura) rendjébe és a szűkszájúbéka-félék (Microhylidae) családjába tartozó nem.

## Előfordulása
A nembe tartozó fajok Dél-Amerika trópusi területei (az  Andoktól északra és keletre), valamint Közép-Amerika déli részén honosak.

## Rendszertani besorolása
A korábbi besorolás szerint a nem tagjai polifiletikus csoportot alkottak, ennek helyreállítása érdekében egyes fajokat az Elachistocleis és a Syncope nembe helyeztek át.

## Rendszerezés
A nembe az alábbi fajok tartoznak:
- Chiasmocleis alagoana Cruz, Caramaschi & Freire, 1999
- Chiasmocleis albopunctata (Boettger, 1885)
- Chiasmocleis altomontana Forlani, Tonini, Cruz, Zaher & de Sá, 2017
- Chiasmocleis anatipes Walker & Duellman, 1974
- Chiasmocleis antenori (Walker, 1973)
- Chiasmocleis atlantica Cruz, Caramaschi & Izecksohn, 1997
- Chiasmocleis avilapiresae Peloso & Sturaro, 2008
- Chiasmocleis bassleri Dunn, 1949
- Chiasmocleis bicegoi Miranda-Ribeiro, 1920
- Chiasmocleis capixaba Cruz, Caramaschi & Izecksohn, 1997
- Chiasmocleis carvalhoi (Nelson, 1975)
- Chiasmocleis centralis Bokermann, 1952
- Chiasmocleis cordeiroi Caramaschi & Pimenta, 2003
- Chiasmocleis crucis Caramaschi & Pimenta, 2003
- Chiasmocleis devriesi Funk & Cannatella, 2009
- Chiasmocleis gnoma Canedo, Dixo & Pombal, 2004
- Chiasmocleis haddadi Peloso, Sturaro, Forlani, Gaucher, Motta & Wheeler, 2014
- Chiasmocleis hudsoni Parker, 1940
- Chiasmocleis jimi Caramaschi & Cruz, 2001
- Chiasmocleis lacrimae Peloso, Sturaro, Forlani, Gaucher, Motta & Wheeler, 2014
- Chiasmocleis leucosticta (Boulenger, 1888)
- Chiasmocleis magnova Moravec & Köhler, 2007
- Chiasmocleis mantiqueira Cruz, Feio & Cassini, 2007
- Chiasmocleis mehelyi Caramaschi & Cruz, 1997
- Chiasmocleis migueli Forlani, Tonini, Cruz, Zaher & de Sá, 2017
- Chiasmocleis papachibe Peloso, Sturaro, Forlani, Gaucher, Motta & Wheeler, 2014
- Chiasmocleis parkeri Almendáriz C., Brito-M., Batallas-R., Vaca-Guerrero & Ron, 2017
- Chiasmocleis quilombola Tonini, Forlani & de Sá, 2014
- Chiasmocleis royi Peloso, Sturaro, Forlani, Gaucher, Motta & Wheeler, 2014
- Chiasmocleis sapiranga Cruz, Caramaschi & Napoli, 2007
- Chiasmocleis schubarti Bokermann, 1952
- Chiasmocleis shudikarensis Dunn, 1949
- Chiasmocleis supercilialba Morales & McDiarmid, 2009
- Chiasmocleis tridactyla (Duellman & Mendelson, 1995)
- Chiasmocleis ventrimaculata (Andersson, 1945)
- Chiasmocleis veracruz Forlani, Tonini, Cruz, Zaher & de Sá, 2017